# Будкин, Филипп Осипович
Филипп Осипович Будкин, Буткин (1806—1850) — русский живописец-портретист, последователь «романтического академизма», второстепенная фигура среди петербургских художников николаевской эпохи, близкий к кругу и школе Карла Брюллова, копиист. Академик Императорской Академии художеств (с 1840).

## Биография
Уроженец Городни в Черниговской губернии, из мещан. Учился в Императорской Академии художеств в качестве «постороннего» ученика; называется учеником Александра Варнека. Согласно С. Н. Кондакову, за время обучения Будкин получил серебряные медали 2-й (в 1833) и 1-й степени (в 1835); в 1835 году получил звание свободного художника по портретной живописи. Звание академика ИАХ (1840) за портрет коллекционера, почётного члена Академии художеств князя Н. И. Дондукова-Корсакова. Недолгое время (в 1841–1842) преподавал рисование в петербургской Ларинской гимназии; также давал уроки живописи выпускнику названной гимназии, впоследствии знаменитому искусствоведу Андрею Сомову.

## Галерея

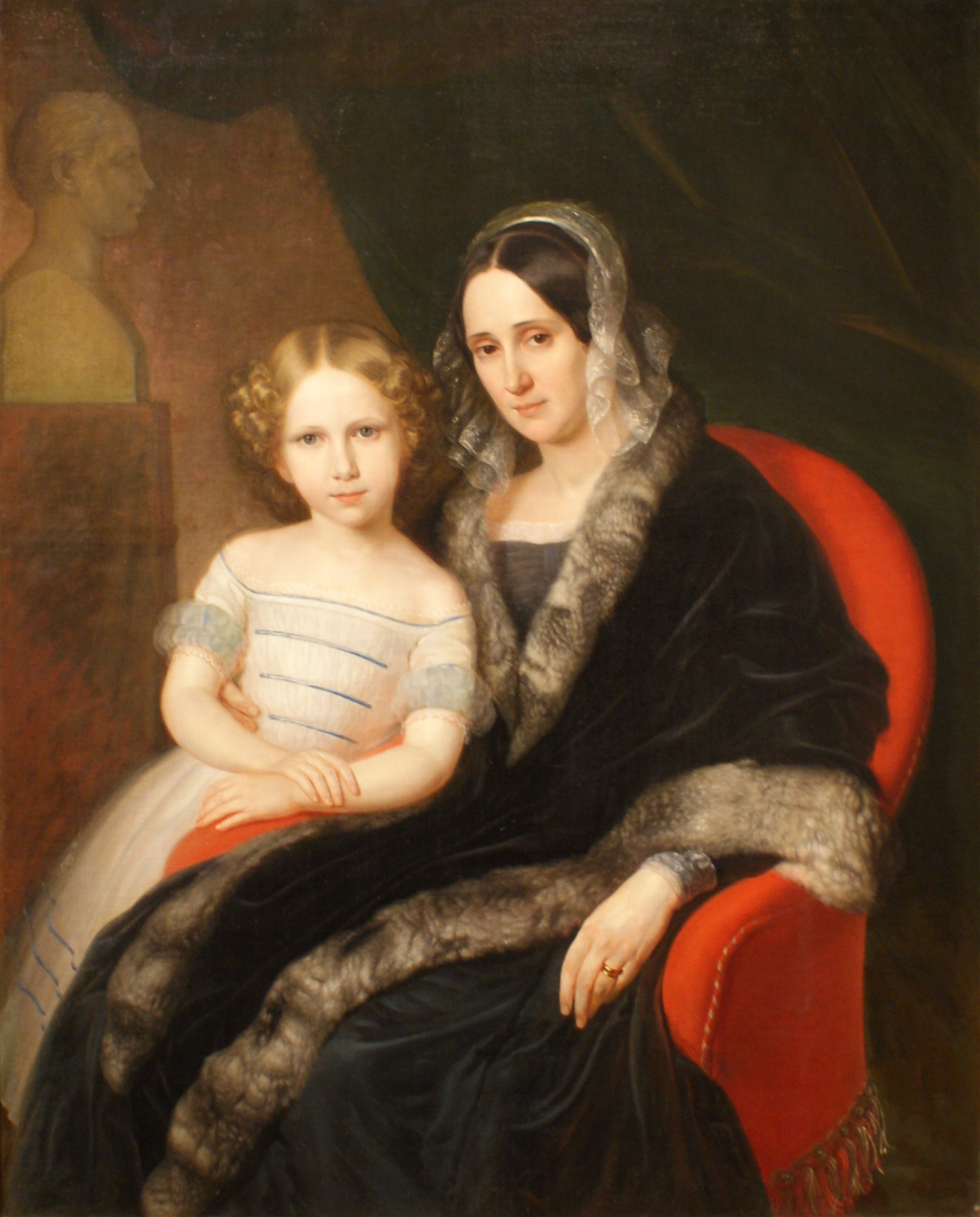
Портрет княгини М. Н. Дондуковой-Корсаковой с дочерью. 1838[комм. 1]
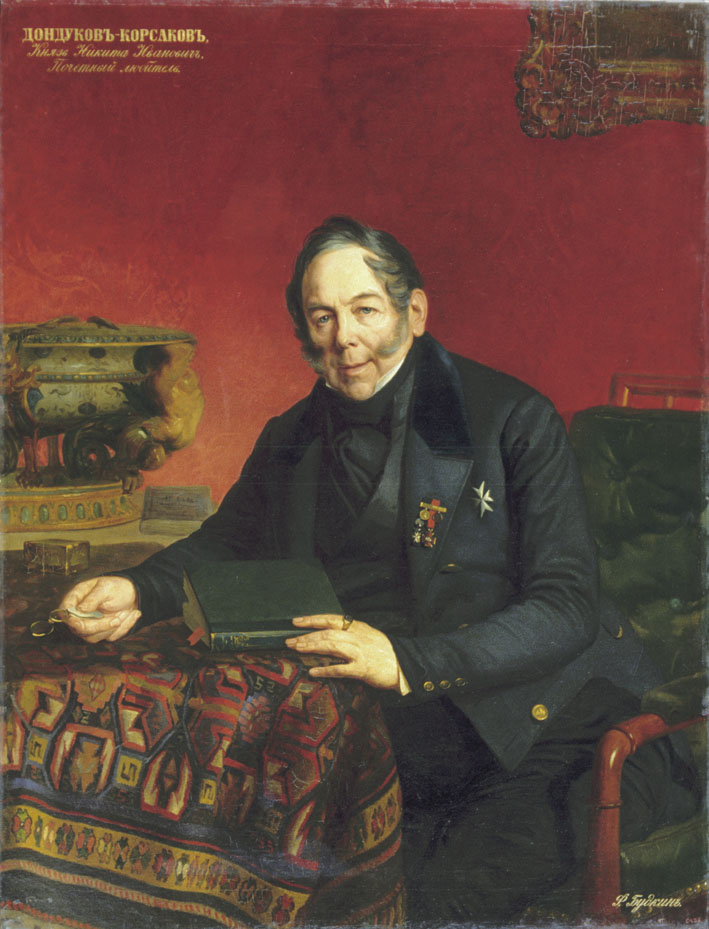
Портрет князя Н. И. Дондукова-Корсакова. 1840[комм. 2]
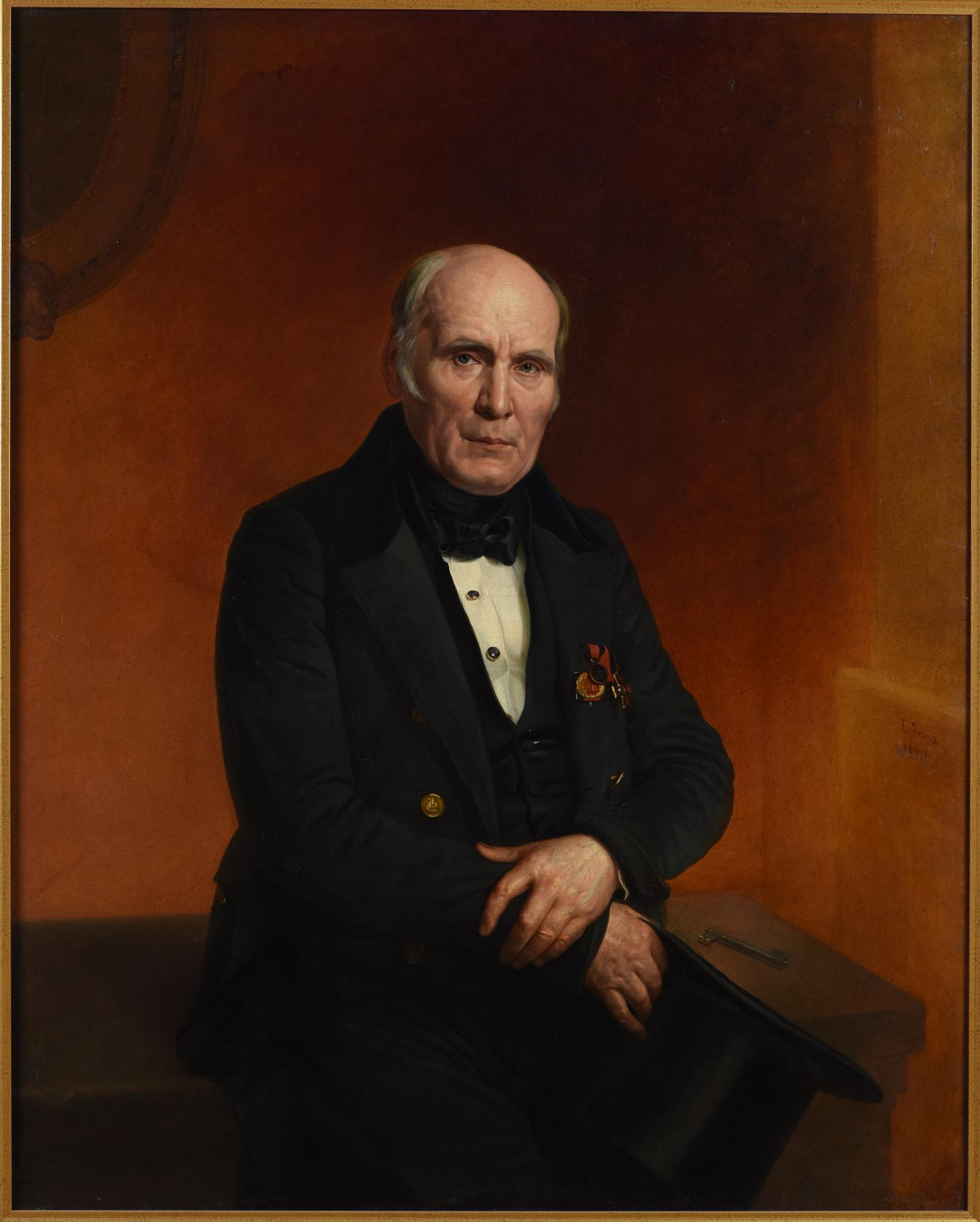
Портрет гравёра А. Г. Ухтомского. 1845[комм. 3]
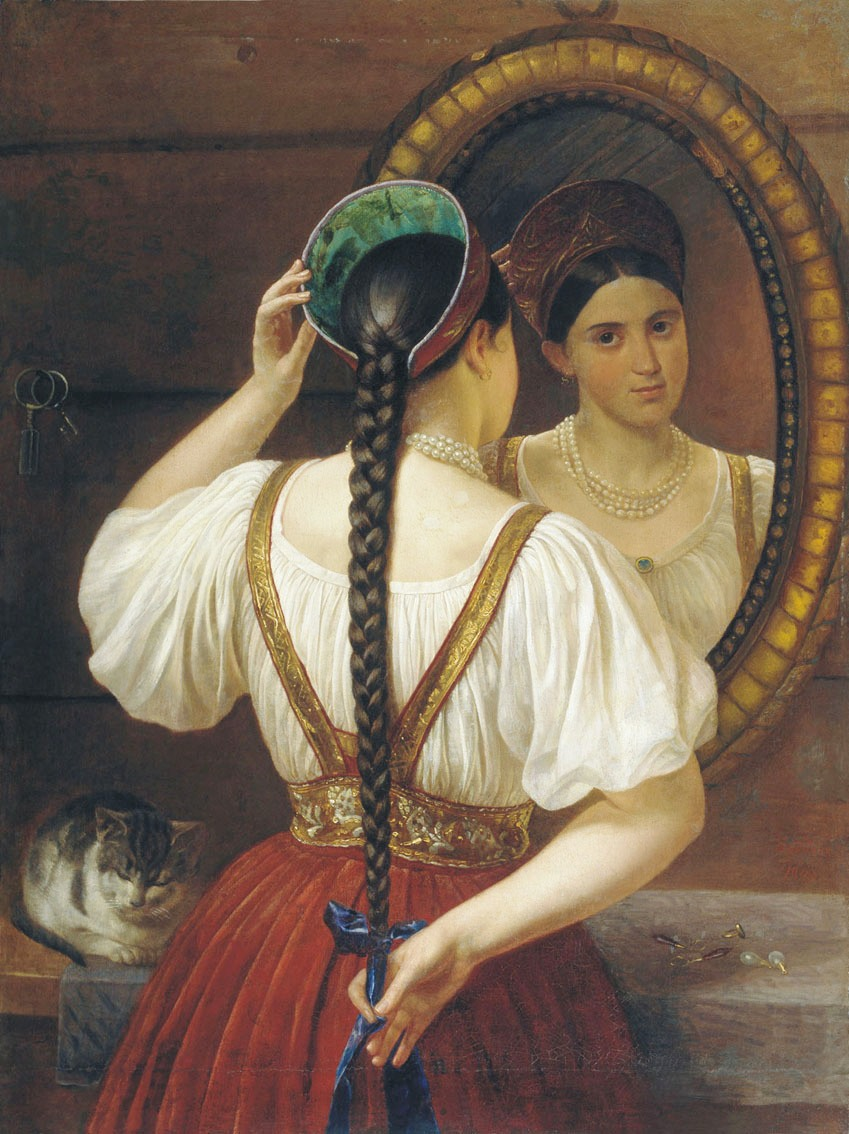
Девушка перед зеркалом. 1848[комм. 4]
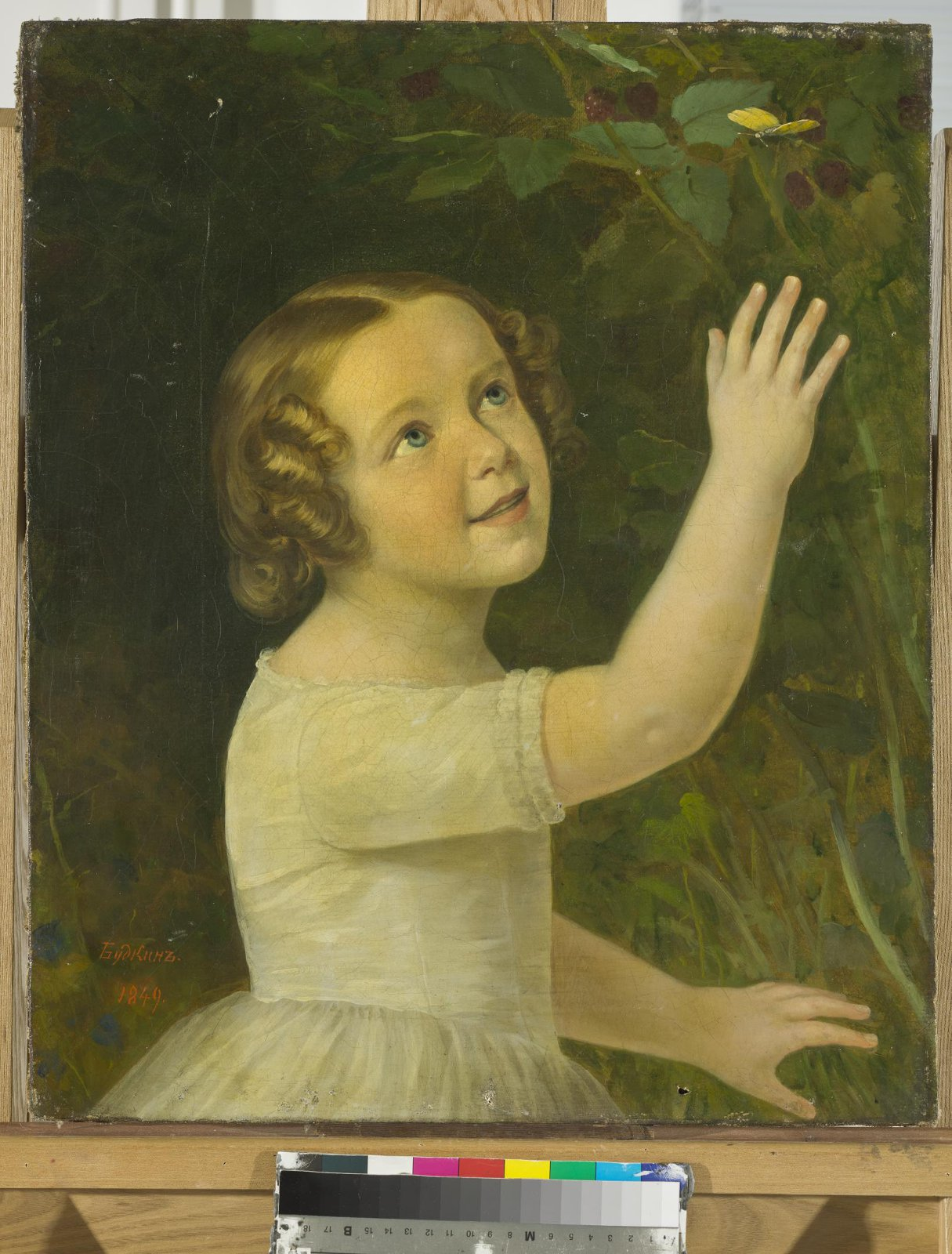
Портрет девочки. 1849[комм. 5]